# Goesting (woord)
Goesting is een Vlaams woord dat verwijst naar een gevoel van verlangen, zin of appetijt. Het wordt gebruikt om uitdrukking te geven aan een sterke innerlijke drang of een intens verlangen naar iets. Het woord "goesting" heeft een breed toepassingsgebied en kan betrekking hebben op verschillende aspecten van het leven, zoals voedsel, genot, activiteiten, relaties, enzovoort.

## Oorsprong
Goesting komt via het Oudfranse goust (modern Frans goût) van het Latijnse gustus ("smaak"). De uitgang -ing is dan weer Germaans van oorsprong, wat het woord typisch Belgisch-Nederlands maakt: een deel komt uit het Nederlandstalige landsgedeelte ten noorden van de taalgrens, een deel uit het Franstalige zuiden.

## Betekenis
Het concept van goesting is diep geworteld in de Vlaamse cultuur en wordt beschouwd als een belangrijk onderdeel van het dagelijkse leven. Het wordt vaak geassocieerd met de Belgische eetcultuur, waar het genieten van lekker eten en drinken een centrale rol speelt. Goesting wordt niet alleen geassocieerd met fysieke honger, maar ook met het verlangen naar culinaire hoogstandjes en de voldoening die gepaard gaat met het bevredigen van die verlangens.
De term "goesting" kan echter ook breder worden toegepast. Het kan verwijzen naar een algemeen verlangen naar plezier, genot of bevrediging, los van voedsel. Mensen kunnen bijvoorbeeld "goesting hebben om een film te kijken", "goesting hebben om te dansen" of zelfs "goesting hebben in het leven". Het duidt op een innerlijk gevoel van opwinding en enthousiasme, dat vaak wordt geassocieerd met het najagen van persoonlijke verlangens en het ervaren van vreugde.
Het gebruik van het woord "goesting" gaat verder dan louter individuele verlangens. Het kan ook verwijzen naar een collectief gevoel van gemeenschappelijke zin of motivatie. In deze context kan "goesting" betrekking hebben op het enthousiasme en de gedrevenheid die mensen delen bij het nastreven van een gemeenschappelijk doel of bij het samenwerken aan een project.
Hoewel "goesting" een specifiek Vlaams woord is, wordt het begrip en de betekenis ervan ook begrepen en gebruikt buiten de Vlaamse regio. Het wordt erkend als een uniek uitdrukkingsmiddel dat de rijke culturele en taalkundige diversiteit van de Vlaamse gemeenschap weerspiegelt.

## Trivia
- Het woord goesting werd in december 2004 door de luisteraars van Radio 1 voor Vlaanderen als mooiste woord van de Nederlandse taal verkozen.[1]